# Rote Grütze

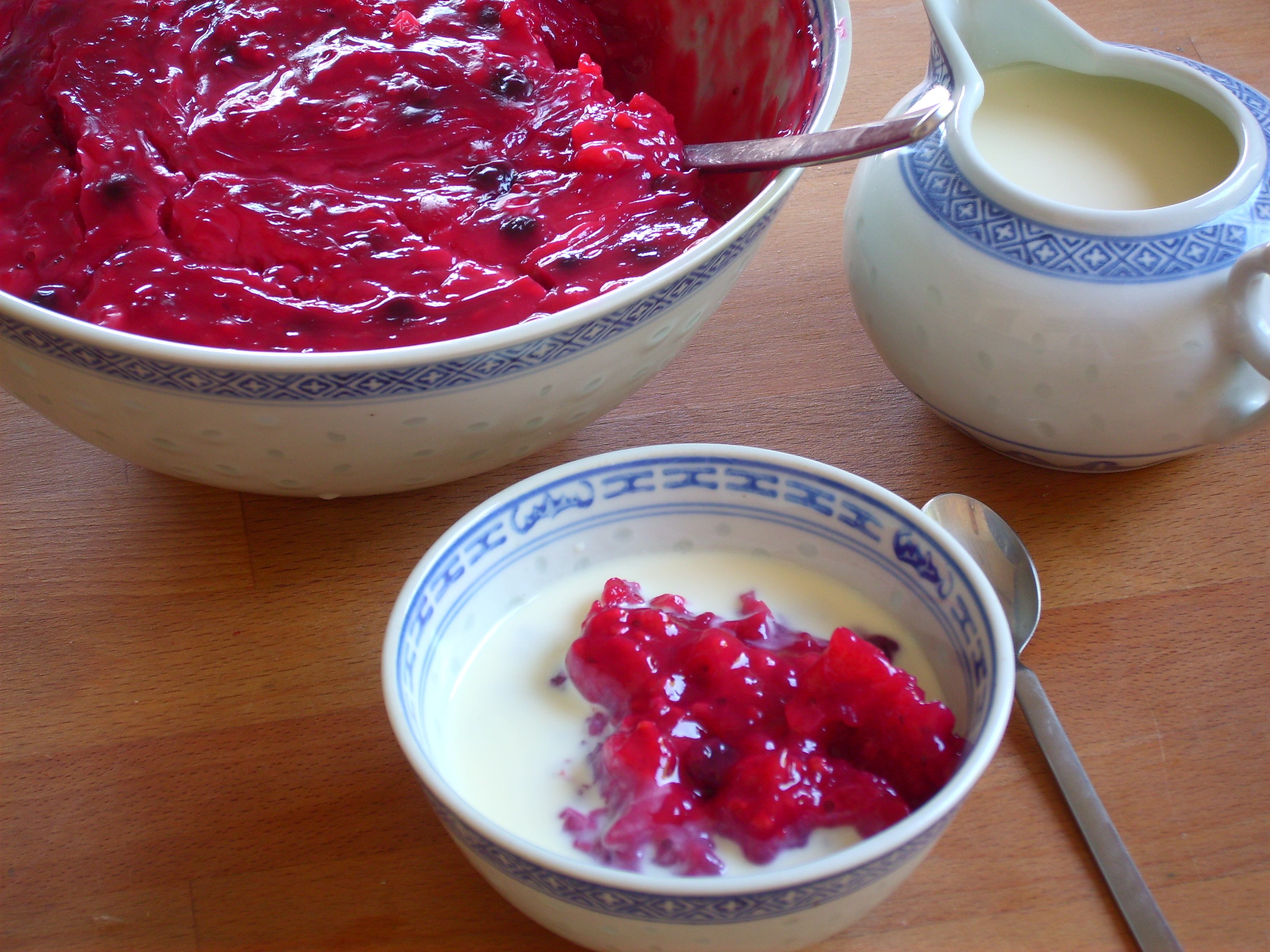
Feste rote Grütze mit Vanillesoße

Rote Grütze ist eine Süßspeise der deutschen Küche sowie der Landesküchen Skandinaviens. Die Bezeichnung leitet sich von der typischen Rotfärbung durch die verwendeten Früchte ab. „Grütze“ bezieht sich auf die Verwendung von zerkleinerten stärkehaltigen Zutaten, die ihre typische Konsistenz begründen. Bei anderen Früchten wird der Name entsprechend auf gelbe Grütze oder grüne Grütze abgewandelt.

## Zubereitung

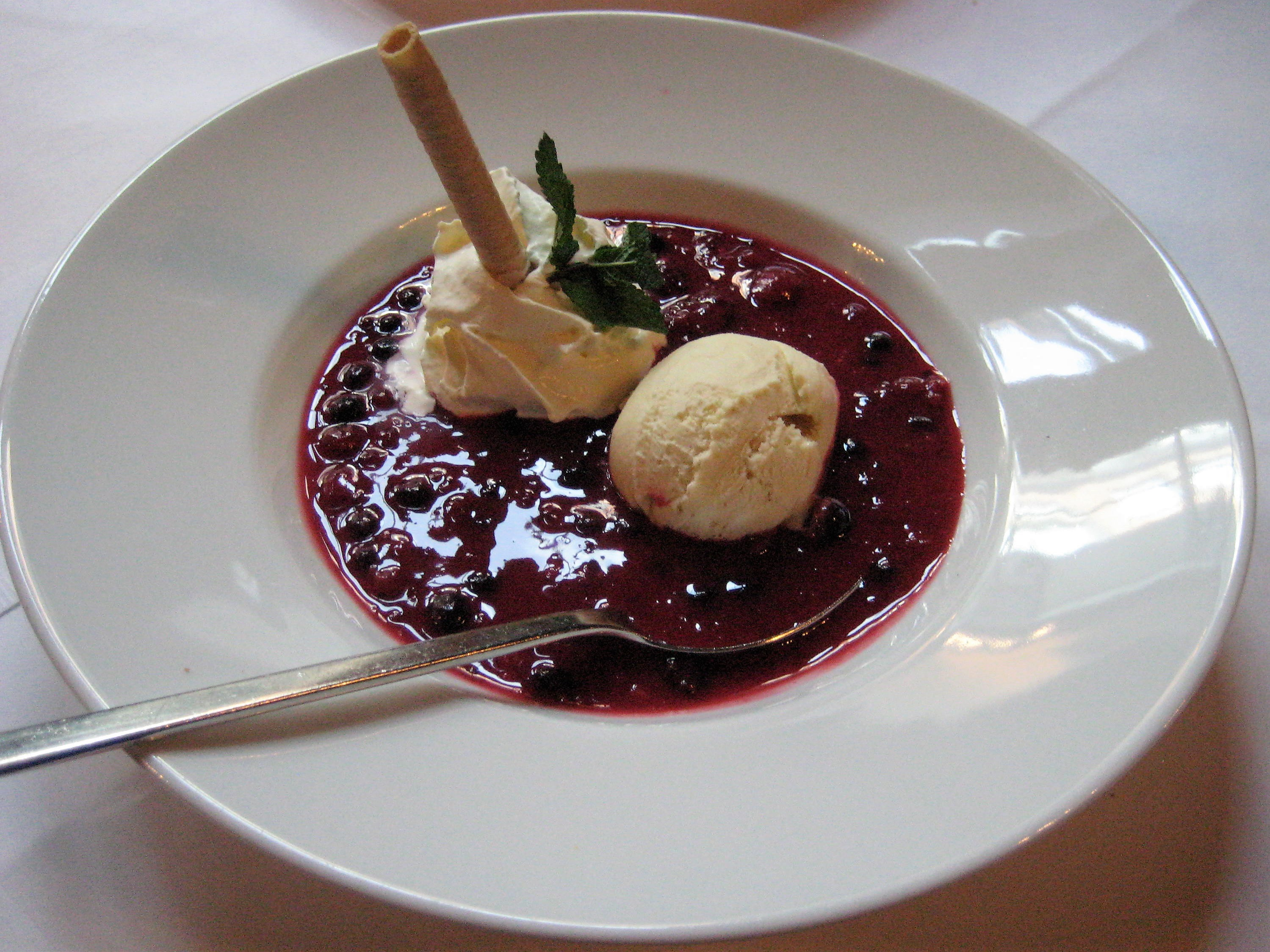
Bremer Rote Grütze mit Vanilleeiskugel und Schlagsahne

Ältere Quellen geben für die Zubereitung an, dass der Saft von roten Früchten wie Johannisbeeren und Himbeeren mit Wasser oder Rotwein und Grieß zu einer Grütze gekocht wird. Wird Reismehl verwendet, bezeichnet man das Gericht auch als roten Reismehlpudding.
Für die klassische Zubereitung kocht man Johannis- und Himbeeren mit Wasser auf und passiert sie durch ein Sieb. Je nach Rezept wird die Masse mit Zucker, Zitrone, Vanille, Wein oder Spirituosen gewürzt. Zur Bindung wird Stärke von Weizen, Mais, Kartoffeln, Reis oder Sago verwendet. Es ist ebenso die traditionelle Zubereitung mit Grieß oder Buchweizenmehl üblich, wobei dieses jeweils der Bindung dient und das Gericht nicht breiig werden lassen soll.
In der DDR wurde ein gleichnamiges Produkt vertrieben, wobei diese Variante der "Roten Grütze" an die ältere Zubereitungsform angelehnt ist und eine mit Gries versetzte Götterspeise darstellt, vorrangig in Himbeer-Geschmacksrichtung und mit rosa Farbgebung. Diese Variante wird auch heute noch hergestellt und verkauft. 
Häufig wird ein Teil der verwendeten Früchte nicht mitgegart, sondern abschließend unter die Grütze gehoben. Üblich sind dafür Erdbeeren oder Sauer- bzw. Süßkirschen, es gibt jedoch auch Kombinationen, welche allgemeiner mit Waldfrüchte, Gartenfrüchte benannt sind oder die Hauptzutaten (z. B. Erdbeer-Rhabarber) als Namen tragen.
Rote Grütze wird typischerweise mit Milch und Speisen daraus angerichtet. Neben Milch und Rahm sind dies Schlagsahne, Vanillesauce und Speiseeis.
Die Zubereitung wird schwach oder nicht gebunden auch als Fruchtsuppe bezeichnet, da die Zutaten häufig identisch sind.

## Verbreitung

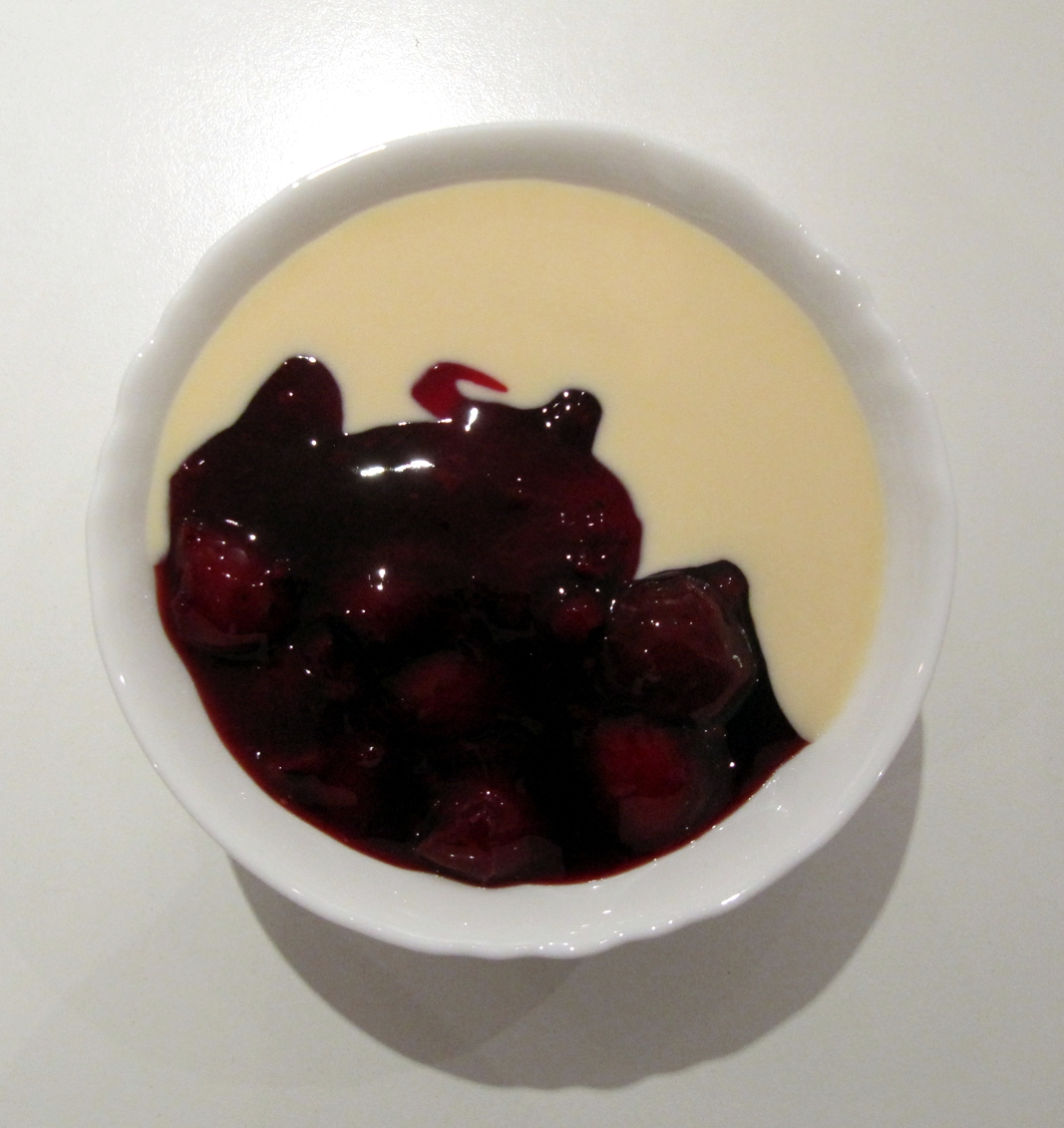
Hamburger Rote Grütze mit Vanillesauce

Rote Grütze wird vor allem der dänischen und schwedischen Küche zugeschrieben. In Deutschland wird sie häufig als Spezialität Norddeutschlands beschrieben. Größere Bekanntheit erreichte dabei die Rote Grütze Sylter Art als Teil einer Marketingkampagne. Ein ähnliches Gericht wird in Osteuropa als Kissel bezeichnet, wobei die Zuschreibung meist auf die Russische Küche hinweist.